# (Don't Worry) If There's a Hell Below, We're All Going to Go
"(Don't Worry) If There's a Hell Below, We're All Going to Go" is een single van Curtis Mayfield, afkomstig van zijn studioalbum Curtis (1970). De single werd uitgebracht in november 1970 door Curtom. In de Verenigde Staten behaalde de single de 29e positie in de Hot 100, en de derde positie in de Hot Soul Singles.
Het nummer is vaak gecoverd, onder andere door Antiseen, Narada Michael Walden en The Afghan Whigs. D12 gebruikte een sample in het nummer "That's How".

## Hitlijsten
| Hitlijst (1970)               | Hoogste positie |
| ----------------------------- | --------------- |
| VS Billboard Hot 100          | 29              |
| VS Billboard Hot Soul Singles | 3               |